# Дади Фрејр
Дади Фрејр Петурсон (исл: Daði Freyr Pétursson [ˈтаːðɪ фреиːр ˈпʰјɛːтʏрсɔн]; Рејкјавик, 30. јун 1992), професионално познат као Даðи Фрејр или једноставно Даðи, исландски је музичар који живи у Берлину, Немачка. Као фронтмен групе Даðи & Гагнамагниð (исл. Daði og Gagnamagnið [ˈтаːðɪ ɔɣ ˈкакнаˌмакнɪθ]), требало је да представља Исланд на такмичењу за песму Евровизије 2020. године, али уместо тога,  представљао је Исланд на Песми Евровизије 2021. године, завршивши на четвртом месту.

## Музичка каријера
У младости, Дади је вежбао свирање бубњева и учио клавир и бас гитару. Са својим пријатељем Кристјаном Палмијем основао је бенд РетРоБот. Године 2012. бенд РетРоБот освојио је награду Мусиктилраунир („Музички експерименти“), а Дади је изабран за најбољег електронског музичара године. РетРоБот је објавио један албум, Blackout, годину дана касније.
Године 2017, Даðи је учествовао на Сонгвакепнину (такмичећи се за представљање Исланда на Песми Евровизије 2017) са песмом "Is This Love?". У наступима га је на сцени подржавала група коју су чинили његова сестра Сигрун Бирна Петурсдотир (пратећи вокал), супруга Арни Фјола Асмундсдотир (плесачица) и пријатељи Хулда Кристин Колбрунардотир (пратећи вокал), Стефан и Јохансон (плесачи). Јохансон је познат и као „Гагнамагниð“. Гагнамагниð, док се на енглески преводи као „подаци“, дословно значи „количина података“. Заузео је друго место после Свале Бјоргвинсдотир, која је извела песму „Paper“.
Дади је учествовао на Сонгвакепнину 2020. са песмом „Think About Things“ (алтернативна исландска верзија такође се зове „Гагнамагниð“). Као и на такмичењу Сонгвакепнин 2017. године, Даðи је наступио са својом групом Гагнамагниð, сада заједничким именом Даðи & Гагнамагниð. Победили су на такмичењу Сонгвакеппнин 2020. и требало је да представљају Исланд на Песми Евровизије 2020. године, али је догађај отказан због пандемије КОВИД-19. Дана 23. октобра 2020, објављено је да ће Daði & Gagnamagnið остати представници Исланда на Песми Евровизије 2021. године. Извели су песму „10 Years“, али је унапред снимљен наступ са друге пробе емитован и током њиховог полуфинала и финала, јер је члан групе био позитиван на КОВИД-19 . Након пласмана у финале, завршили су на четвртом месту са 378 бодова.

## Лични живот
Дади је ожењен музичарком Арни Фјолом Асмундсдотир. Њихова ћерка, Арора Бјорг, рођена 2019. године, била је инспирација за текст песме "Think About Things". Друга ћерка пара, Криа Сиф, рођена је 2021. године.
Дади је 2,08 m (6 ft 9,9 in) висок. Има сопствену апликацију под називом „Neon Planets“.

## Дискографија

### Студијски албуми
| Наслов | Детаљи                                                         |
| ------ | -------------------------------------------------------------- |
| & Co.  | - Објављено: 12. јуна 2019. - Формат: Дигитално преузимање, ЦД |

### ЕП
| Наслов      | Детаљи                                                                 |
| ----------- | ---------------------------------------------------------------------- |
| Næsta Skref | - Објављено: 26. октобра 2017. - Формат: Дигитално преузимање, ЦД      |
| Welcome     | - Објављено: 21. маја 2021. - Формат: Дигитално преузимање, стримовање |